# Maďarská hudba

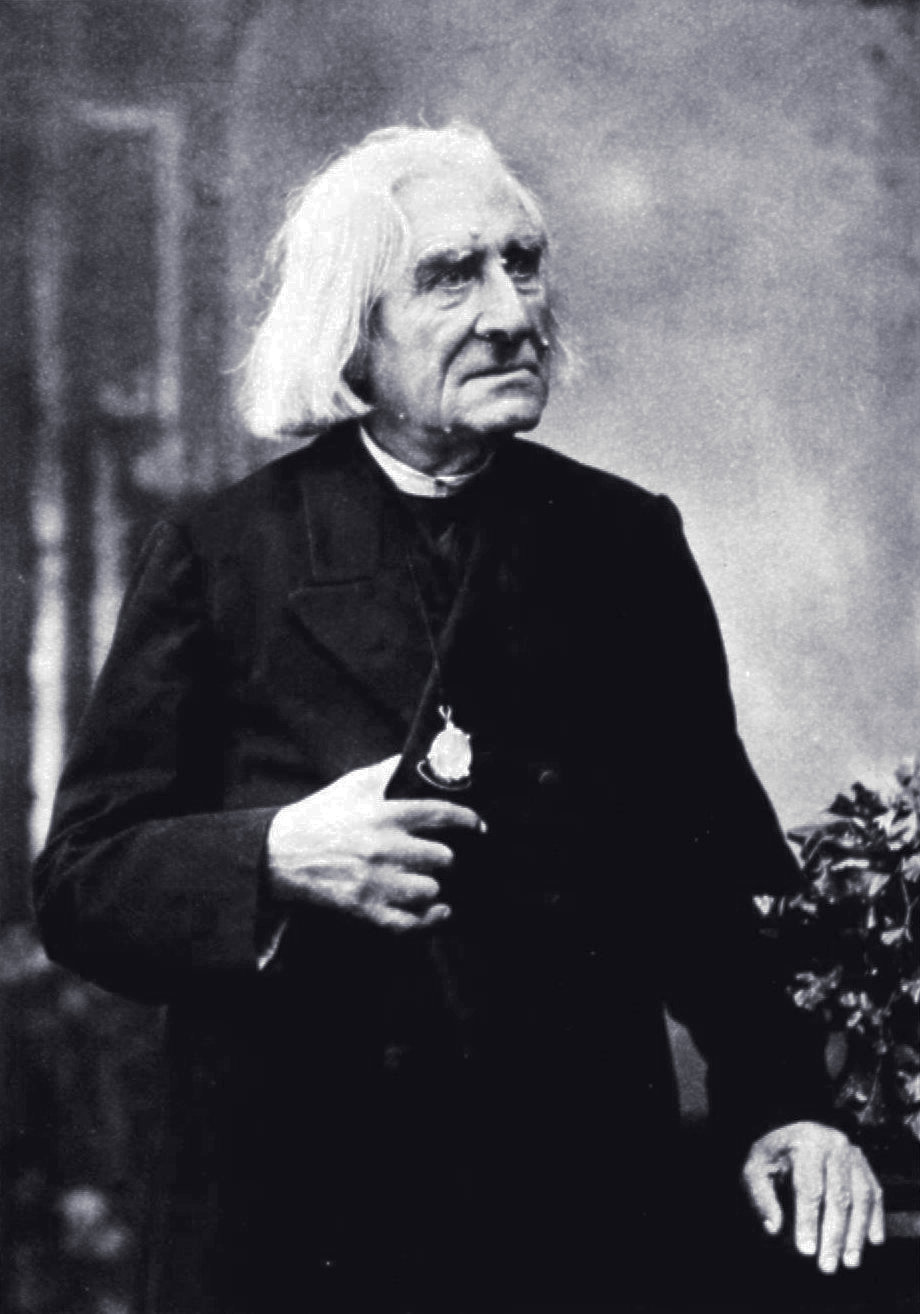
Ferenc Liszt, maďarský hudební skladatel

Maďarská lidová hudba tvoří nedílnou součást národní identity a hraje významnou roli i v maďarské moderní hudbě. Maďarská hudba je oproti ostatním v Evropě velice výjimečná, stejně jako maďarský jazyk. V historii byla často zaměňována s hudbou cikánskou, která velice maďarskou národní hudbu ovlivnila. V průběhu staletí byla hudba, stejně jako literatura, ovlivňována západní kulturou. Až v 19. století se začal hledat typický maďarský hudební styl. Mezi největší skladatele, kteří hledali národní identitu patří Zoltán Kodály a Béla Bartók, který se inspiroval nejen maďarskou lidovou hudbou, ale i slovenskou či rumunskou. K významným maďarským skladatelům patří i Franz Liszt. Po druhé světové válce, kdy bylo Maďarsko součástí komunistického bloku, se hudební písně s nevhodnou tematikou (písně které byly zpívány anglicky nebo měly protikomunistický charakter) zakazovaly. Koncem 50. let se však situace uvolnila a maďarský hudební průmysl zažil velikou slávu i ve světě. Mezi nejslavnější maďarské rockové skupiny všech dob patří Illés, Metró a Omega, které jsou do dnes velice populární nejen v Maďarsku, ale i v Německu či Polsku. Jejich písně byly překládány různými světovými interprety včetně českých.